# Beautiful Now
「Beautiful Now」（ビューティフル・ナウ）は、w-inds.の楽曲。43枚目のシングルとして2020年12月2日に配信リリースされた。

## 概要
橘慶太セルフプロデュース楽曲第6弾。前作『DoU』以来約11か月ぶりのシングルで、2020年5月31日付でメンバーの緒方龍一が心身症のため脱退して以降、新体制となって初めての作品。
橘慶太が作曲を手掛け、千葉涼平と橘慶太で歌詞を共作。新型コロナウイルスの流行による社会的な影響、自身もライブ中止を余儀なくされ、さらにメンバー脱退と相次ぐ苦境の中で、グループ存続の決断に至ったことが本作の契機となっている。
SKY-HI主催のボーイズグループオーディションTHE FIRSTにおいて3次審査のグループ課題曲としても使用された。
2021年3月14日発売、5枚目のベスト・アルバム「20XX “THE BEST”」に収録されている。
2021年11月24日発売、14枚目のオリジナル・アルバム「20XX “We are”」に収録されている。

## ミュージック・ビデオ
2020年12月4日21:00にYouTubeにてプレミア公開された。
2021年7月21日発売のDVD/Blu-ray「WORKS BEST 2」に収録されている。

### 参加ダンサー
- Show-hey
- YO-SUKE
- Money
- KODAI
- MASATO
- Yuuuuuki

## 振付
同曲の振付を手掛けたのは、ダンスの世界大会『VIBE DANCE COMPETITION XXI』で優勝するなど国際的に注目を集めるダンスクルー・GANMIのSotaとkooouya。
「”自問自答” という歌詞をピックして全体的に構成に反映」（Sota）、「力強い美しさが伝われば」（kooouya）といったコンセプトのもと、歌詞に織り込まれた言葉たちをトレンド感のある動きや構成で表現している。